# キャットフィッシュ (潜水艦)
キャットフィッシュ (USS Catfish, SS-339) は、アメリカ海軍の潜水艦。バラオ級潜水艦の一隻。艦名はナマズに因んで命名された。

## 艦歴
キャットフィッシュは1944年1月6日にコネチカット州グロトンのエレクトリック・ボート社で起工した。1944年11月19日にJ・J・クローリー夫人によって命名、進水し、1945年3月19日に艦長ウィリアム・A・オバートン少佐（アナポリス1933年組）の指揮下就役する。就役後キャットフィッシュは1945年5月4日にニューロンドンを出航し、6月29日に真珠湾に到着し、訓練および新型機材の搭載を行った。

### 哨戒
7月23日、キャットフィッシュは最初の、そして唯一の哨戒で日本近海に向かった。8月5日にグアムに寄港後、7日まで特別訓練を行った。8月8日、キャットフィッシュはアプラ港を出撃し、レッドフィン (USS Redfin, SS-272) に続いて九州沖での機雷敷設区域を発見する特別任務に従事した。先に任務に従事していたレッドフィンが九州の南側と西側を担当しており、キャットフィッシュは東側を担当した。任務は8月14日から開始されたが、翌8月15日に戦闘停止命令が下され、キャットフィッシュは海上偵察および救助任務のため黄海に8月30日まで派遣された。9月5日、キャットフィッシュは40日間の行動を終えてアプラ港に帰投した。
キャットフィッシュは第二次世界大戦の戦功で1個の従軍星章を受章した。

### 戦後
キャットフィッシュは西海岸に向かい、9月29日にシアトルに到着した。本国に戻ってからのキャットフィッシュはサンディエゴを拠点として西海岸沿いの活動を行い、2度の極東巡航を行った。その巡航では模擬哨戒を行い、第7艦隊の支援活動に従事した。1948年8月から1949年5月までキャットフィッシュはGUPPY II改修が行われ、潜行時の速力および耐久性が増強された。朝鮮戦争が勃発すると、キャットフィッシュは再び極東に展開し、国連軍支援のための哨戒を行った。1950年10月20日に帰国すると、サンディエゴを拠点として活動した。その後キャットフィッシュは西海岸の沖合で予備役兵の訓練演習を行い、カナダ軍との合同対潜水艦戦演習や、極東への巡航を行った。
キャットフィッシュは1971年7月1日に退役、同日除籍され、アルゼンチンに売却された。アルゼンチン海軍ではサンタフェ (ARA Santa Fe, S-21) と改名され任務に就く。1982年のフォークランド紛争でサンタフェはイギリス海軍の攻撃を受け放棄された。イギリス海軍はサンタフェを捕獲したものの、その修理には多額の費用がかかることから放棄され、サンタフェはサウスジョージアのグリトビケンで海没処分された。